# Litotritore
Il litotritore è uno strumento chirurgico o una apparecchiatura elettromedicale che frammentando i calcoli ne agevola l'espulsione o l'estrazione.

## Storia

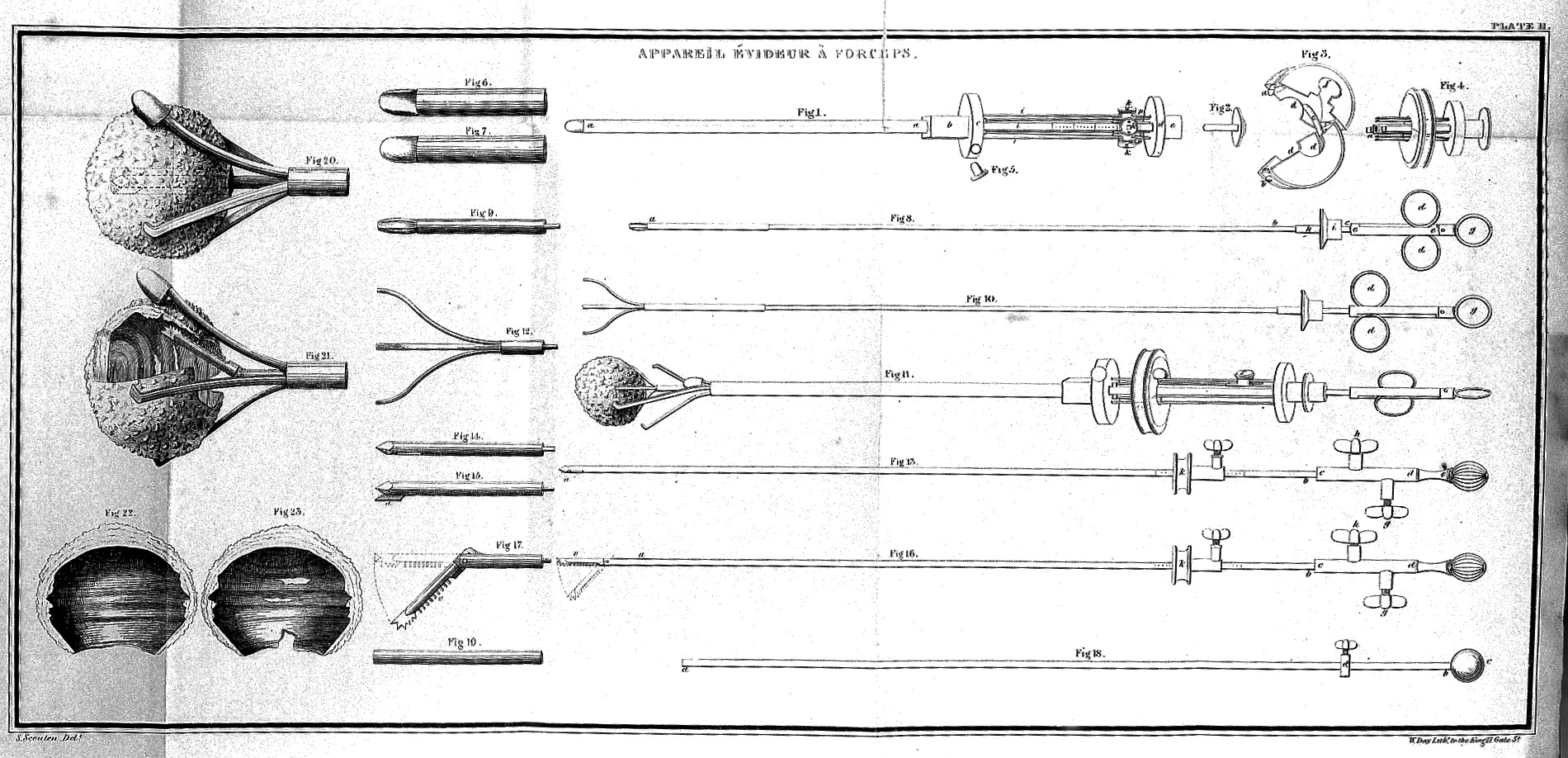
Il litotritore di Heurteloup

Dopo vari tentativi di valore storico, come il frammentatore della scuola chirurgica preciana, il primo litotritore efficacemente in grado di ridurre i calcoli vescicali per rimuoverli senza ricorrere ad una incisione chirurgica fu realizzato da J.J.J. Leroy d'Étiolles nel 1818. Il suo modello, perfezionato poi da J. Civiale e C. Heurteloup, verrà poi utilizzato per oltre un secolo per la rimozione dei calcoli uretrali e vescicali con la tecnica chiamata poi di Bigelow.

## Tipi di litotritore
Dall'invenzione nel 1983 dei litotritori extracorporei ad onde d'urto i litotritori si possono distinguere in litotritori extracorporei o intracorporei, utilizzabili in chirurgia endoscopica, percutanea e non.

### Litotritori intracorporei
I litotritori intracorporei richiedono che l'estremità del litotritore venga a contatto con il calcolo e si differenziano per la tecnica con cui si produce e trasferisce l'energia, non sempre meccanica, per frantumarlo.

#### Litotritore meccanico
Concettualmente analogo al litotritore di Heurteloup, sfrutta la forza manuale amplificata da un sistema a cremagliera o ad argano per stringere e frantumare il calcolo, schiacciandolo tra le sue morse.
Nella litotrissia endoscopica, cioè con il controllo visivo, dei calcoli biliari il litotritore meccanico è una guaina metallica flessibile che viene spinta energicamente contro il calcolo trattenuto in un cestello di Dormia.

#### Litotritore elettroidraulico
All'estremità del litotritore si trovano 2 elettrodi tra cui scocca una scintilla quando si trova a contatto o molto vicina al calcolo. La scintilla produce una violenta espansione di gas oltre che una elettroerosione in grado di frantumare anche i calcoli più duri.

#### Litotritore laser
L'alta energia di un impulso laser produce una violenta espansione di gas ed una vaporizzazione delle aree irraggiate nel calcolo.

#### Litotritore a ultrasuoni

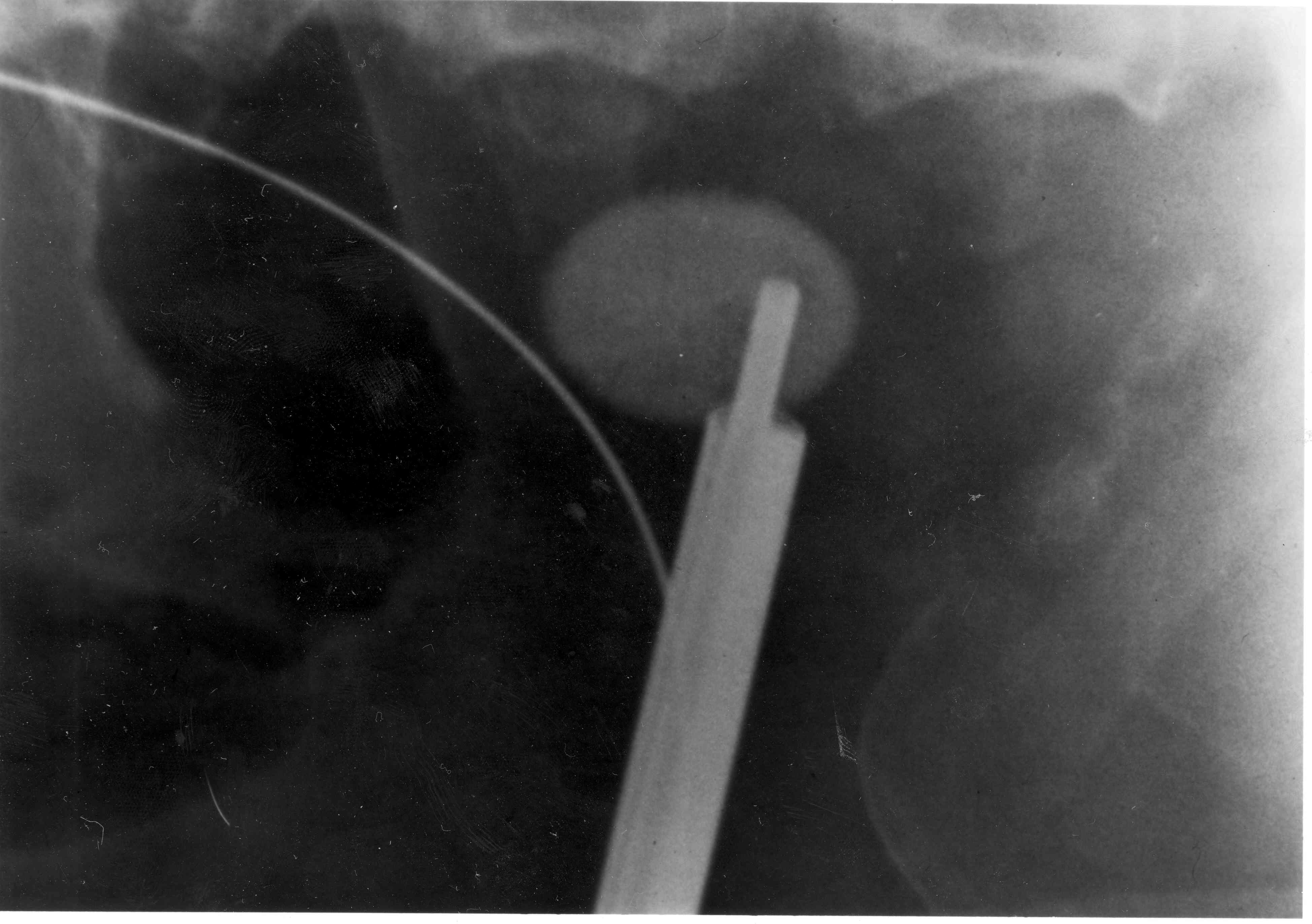
Litotrissia intracorporea di un calcolo renale con sonda ultrasonica

All'estremità metallica del litotritore a contatto col calcolo viene trasmessa una forte vibrazione, continua o pulsata. Viene chiamato anche litotritore a vibrazione.

#### Litotritore balistico
La sonda metallica trasferisce sulla superficie del calcolo l'energia prodotta dall'impatto di un proiettile spinto dall'area compressa. Viene chiamato anche litotritore pneumatico.
Con un analogo sistema a percussione sono stati proposti litotritori dove il proiettile viene spinto da forze elettromagnetiche, chiamati litotritori elettrocinetici.
Le tecnologie a vibrazione e pneumatica, avendo una analoga sonda metallica, possono essere abbinate in un'unica apparecchiatura.

### Litotritori extracorporei
Nei litotritori extracorporei l'energia in grado di frantumare il calcolo viene prodotta all'esterno del corpo e trasferita e focalizzata sul calcolo sotto forma di pressione acustica o onda d'urto. Si differenziano per la tecnica con cui si produce e si focalizza l'energia nell'area del calcolo.

#### Litotritore elettroidraulico

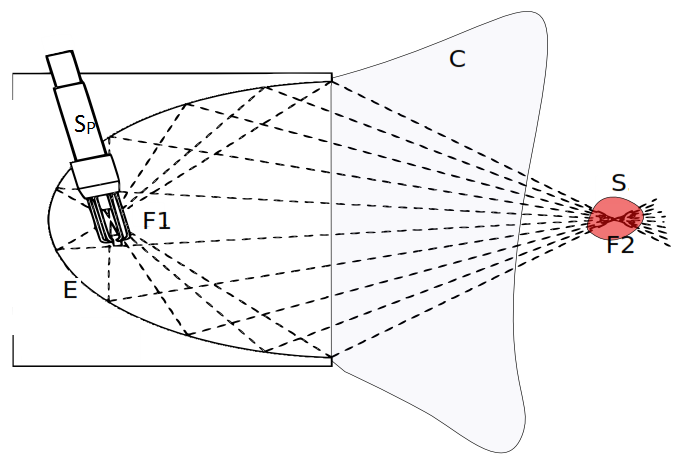
Litotritore elettroidraulico-principio di funzionamento

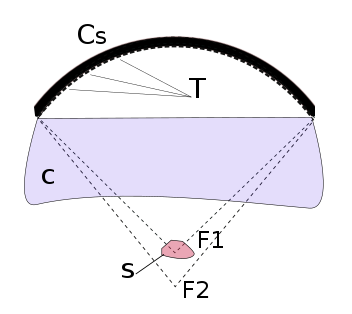
Litotritore extracorporeo a ultrasuoni - principio di funzionamento
Cs: riflettore (calotta), S:calcolo, T:matrice di trasduttori piezoelettrici, C:uscino d'acqua

L'onda viene generata da una forte scarica elettrica in acqua che produce una violenta espansione di gas in uno dei fuochi di una semi-ellisse che concentra nell'altro fuoco quasi tutta l'energia dell'onda d'urto.

#### Litotritore a ultrasuoni
L'onda viene generata da una matrice di trasduttori piezoelettrici posizionati su un riflettore in grado di concentrare nell'area del calcolo le onde prodotte dai singoli trasduttori. L'utilizzo di trasduttori piezoelettrici consente anche di variare la profondità focale modulando il ritardo di fase del segnale che pilota i diversi trasduttori.

#### Litotritore elettromagnetico
L'onda viene generata dalla violenta deformazione di un particolare metallico, sfruttando i fenomeni della magnetostrizione e/o delle correnti parassite, generati da un forte impulso elettrico attraverso una bobina. L'energia dell'onda d'urto viene focalizzata nell'area del calcolo con idonei riflettori ed un sistema di lenti acustiche.
Il grande interesse suscitato dalle tecniche non invasive dei litotritori extracorporei ha spinto la ricerca ad esplorare altre tecniche per produrre l'onda d'urto (sistemi detonanti, sistemi elettroconduttivi, ecc.) che al momento non hanno avuto grande seguito.